# 四谷大塚
株式会社四谷大塚（よつやおおつか、英文名： Yotsuya Otsuka, Inc.）は、東京都中野区に本部を置き、株式会社ナガセが経営する学習塾。旧名称は四谷大塚進学教室。

## 概要
小学生対象の中学受験学習指導を営み、テキストの予習シリーズは提携塾と準拠塾が使用する。
2006年（平成18年）10月から東進ハイスクールを運営する株式会社ナガセの傘下となる。

## 沿革
- 1954年12月 - 駿台予備校の四谷分校で、小学校教諭の鈴木仁治が「日曜テスト」を始める。
- 1956年 - 文京区の大塚予備校で、鈴木が「日曜教室」を始める。
- 1960年 - 「予習シリーズ」を発売する。
- 1978年 - 文部省新学習指導要領に適応して教材を改訂する。
- 1981年 - 「合不合判定テスト」のコンピュータ処理を開始する。
- 1985年 - 予習教室に麻布・開成・武蔵の各コースを新設する。
- 1986年 - 提携塾契約を開始する。
- 1987年 - 成績管理・在籍管理・受付業務でコンピュータを導入する。
- 1989年 - 準拠塾契約を開始する。
- 1996年 - 低学年通信教育「リトルくらぶ」を開始する。
- 1997年 - 高学年通信教育「通信くらぶ」を開始する。
- 1998年 - 「四谷大塚YTnet」を開始する。
- 1999年 - 低学年通塾指導「リトルスクール」を一部校舎で開始する。
- 2000年 - 「リトルスクール」を全校舎で開始する。
- 2006年8月18日 - 東進ハイスクールを運営するナガセが四谷大塚と四谷大塚出版の全株式取得を発表する。
- 2007年 - 「全国統一小学生テスト」を開始する。
- 2008年 - 中学受験の全国ネットワーク「四谷大塚NET」、IT授業の予習ナビ・復習ナビをそれぞれ開始する。
- 2010年 - 教育情報誌「DreamNavi」を創刊する。
- 2011年3月3日 - 読売KODOMO新聞学習面で『とけるかな?』『わかったぞ!』の掲載を開始する。
- 2012年 - 「東進こども英語塾」を四谷大塚の校舎で開校する。

## 特徴
- 4年生以上の主要4教科は教科講師が担当する。
- クラスは「組分けテスト」の成績で決める。このテストは月に1回に行われ、外部の早稲田アカデミーなどの提携塾・準拠塾の生徒たちも受ける。
- 組分けテストは国語、算数、理科、社会の4教科で行なわれる。
- クラスは、Sコース、Cコース、Bコース、Aコースとなっている。Sが上位クラス、Aが最下位クラスである。
- コースの中ではさらに生徒たちを成績上位から順に、1組、2組、3組・・・というようにクラス分けしていく。例えば、Sコースなら、S1組、S2組、S3組のようになる。
- 週末には授業内容をどれくらい理解してるかを確認する「週テスト」が行われる。
- 教材は「予習シリーズ」「四科のまとめ」「予習シリーズ　演習問題集」「予習シリーズ　漢字とことば」「予習シリーズ　計算」などが用意される。
- 理科実験教室を設けるお茶の水、新横浜、所沢の各校舎は、1年生から6年生までの「理科実験教室」、「入門コース」、「中学受験コース」がある。お茶の水校舎のみ「最上級コース」がある。
- 小学6年生は「合不合判定テスト」を受ける。このテストは中学受験の中で最多受験者数の合否判定テストであり、信頼度も高いことで有名である。
- 「合不合判定テスト」の試験は、4月、7月、9月、10月、11月、12月に行われる。各試験の受験料は5,280円（税込）である。「合不合判定テスト」の試験結果はテスト実施より4日後の夕方から、ホームページでテスト結果の閲覧ができる。受験生たちの個人成績表は後日郵送となる。
- 受験期の直前には、志望校別対策の特別コースが始まる。その授業レベルはとても高く、成績の上位の生徒だけ入ることが許される。7月の「合不合判定テスト」で400位以内、もしくは9月の「組分けテスト」でSコースに入っている生徒たちが対象である。
- 四谷大塚には直営校と提携塾・準拠塾がある。四谷大塚の学習カリキュラムに則り、それぞれの塾で指導を進める。

## 校舎
- 中野校舎
- お茶の水校舎
- 西新宿校舎
- 高田馬場校舎
- 巣鴨校舎
- 渋谷校舎
- 自由が丘校舎
- 白金高輪校舎
- 成城学園前校舎
- ニ子玉川校舎
- 蒲田校舎
- 市ヶ谷校舎
- 豊洲校舎
- 人形町校舎
- 勝どき校舎
- 日暮里校舎
- 吉祥寺校舎
- 町田校舎
- 調布校舎
- 立川校舎
- 横浜校舎
- 新横浜校舎
- 日吉校舎
- あざみ野校舎
- センター南校舎
- 新百合ヶ丘校舎
- 戸塚教室（英語のみ）
- 相模大野教室（英語のみ）
- 上大岡校舎
- 大船校舎
- 津田沼校舎
- 新浦安校舎
- 柏校舎
- 西船橋校舎
- 大宮校舎
- 南浦和校舎
- 所沢校舎

## リトルスクール
- 小学校入学直前の2月から小学3年1月までを、「リトルスクール」として直営校舎で開講している。
- 担任講師1名とサブ講師1名が、小学1年生10名、小学2年生12名、小学3年生15名を担当する。

- 組分けテストと全国統一小学生テストで、Sクラス・1クラス・2クラス……いずれかの程度を判定する。
- 国語と算数を低学年専門の講師が、知識を詰め込まず、知能と学力を伸ばす指導で、受験体制の4年生クラスへ誘引する。

## 進学くらぶ
小学4年生から小学6年生までの中学受験向け通信教育で、通塾生やYTnet生と同じテストは、配信されたものを印刷して受験する形となっている。四谷大塚の講師の映像授業を受講する。

## リトルくらぶ
小学1年生から小学3年生までの通信教育である。中学受験コースと学力向上コースを設けている。

## 教材
学年別のメイン教材として、小学1年から6年生向けに「予習シリーズ」を刊行している。

## CM
- 四谷大塚主催 全国統一小学生テスト - 小学1-6年生と年長生を対象とする。

## 塾歌
- 「四谷大塚進学教室の歌」（作詞：石本美由起、作曲：宮田東峰）の楽譜と歌詞は「よっくんの下敷き」に記され、ミヤタ・ハーモニカバンドが演奏して岡本敦郎が歌唱するソノシートかカセットテープがかつて会員に配布された。

## シンボルマーク
上方のマルは四谷大塚の主人公の“子ども”、その柔らかく凹んだ部分は子どもの“未知なる可能性”を表す。又下方のゆるやかなカーブは、それらを受け止め、より良い方向へ導く“教育環境”を表している。旧シンボルマークは4つの矢が円状に繋がっているマーク。